# Ođđasat
Ođđasat je zpravodajský pořad, vyráběný ve spolupráci norské (NRK), švédské (SVT) a finské (YLE) televize v sámštině (laponském jazyce). Relace se zabývá problémy Sámů na severu Norska, Švédska, Finska a Ruska. Program má redakci v městech Karasjok, Inari a Kiruna. Moderátorkou Ođđasatu je novinářka Mariela Idivuoma.
Program má titulky v norštině, švédštině nebo finštině, v závislosti na tom, zda je vysílán NRK, SVT nebo YLE. Na rozdíl od většiny ostatních zpravodajských pořadů v severských zemích se příspěvky v jiném jazyce dabují do sámštiny, nepoužívají se titulky.
Premiéra programu byla v srpnu 2001, kdy byl program vysílán pouze NRK a SVT. YLE se přidalo až v dalších letech.